# Ole Christian Eidhammer
Ole Christian Eidhammer (ur. 15 kwietnia 1965 w Molde) – norweski skoczek narciarski, brązowy medalista olimpijski, srebrny medalista mistrzostw świata oraz mistrzostw świata juniorów.

## Przebieg kariery
W Pucharze Świata w skokach narciarskich zadebiutował 20 lutego 1983 podczas zawodów w Vikersund, gdzie zajął 10. miejsce. Miesiąc później, na mistrzostwach świata juniorów w Kuopio zdobył swój pierwszy medal, zajmując drugie miejsce w konkursie indywidualnym.
W lutym 1984 wystartował na mistrzostwach świata w Engelbergu i Rovaniemi, gdzie wspólnie z Ole Gunnarem Fidjestølem, Vegardem Opaasem i Perem Bergerudem zajął szóste miejsce w konkursie drużynowym. W tym samym roku odbyły się także igrzyska olimpijskie w Sarajewie, gdzie Eidhammer zajął 18. miejsce w konkursie indywidualnym na dużej skoczni. Był to jego jedyny występ na tych igrzyskach. Niecały miesiąc później po raz pierwszy stanął na podium zawodów Pucharu Świata, 11 marca 1984 zajął trzecie miejsce w konkursie na skoczni Holmenkollbakken.
W sezonie 1984/1985 wystartował tylko w zawodach 33. edycji Turnieju Czterech Skoczni. W swoim najlepszym występie, w konkursie w Bischofshofen uplasował się na 25. pozycji. Nie wziął także udziału w mistrzostwach świata w Seefeld w 1985.
Podczas mistrzostw świata w Oberstdorfie (1987) w konkursach indywidualnych był dwudziesty szósty, a na normalnym obiekcie zajął 37. miejsce. W konkursie drużynowym wraz z Hroarem Stjernenem, Ole Gunnarem Fidjestølem i Vegardem Opaasem wywalczył srebrny medal. W Pucharze Świata dwukrotnie znalazł się w pierwszej dziesiątce zawodów, jednakże na podium nie stanął. W klasyfikacji generalnej sezonu 1986/1987 zajął 63. miejsce.
Najlepsze wyniki w Pucharze Świata osiągnął w sezonie 1987/1988, kiedy zajął 14. miejsce w klasyfikacji generalnej. 6 stycznia 1988 po raz drugi i ostatni w karierze stanął na podium zawodów PŚ, ponownie zajmując trzecie miejsce. W lutym tego samego roku wystąpił na igrzyskach olimpijskich w Calgary, gdzie razem z Ole Gunnarem Fidjestølem, Jonem Inge Kjørumem i Erikiem Johnsenem zdobył brązowy medal w konkursie drużynowym. Na tych samych igrzyskach był indywidualnie siedemnasty na dużej skoczni oraz dziewiętnasty na normalnej.
W sezonie 1988/1989 tylko raz znalazł się w pierwszej dziesiątce zawodów, 11 grudnia 1988 był szósty w konkursie w Lake Placid. Wystąpił także w czterech pierwszych konkursach sezonu 1989/1990, jednak słabe wyniki skłoniły go do zakończenia kariery w wieku zaledwie 24 lat.

## Igrzyska olimpijskie
| Miejsce | Dzień     | Rok  | Miejscowość | Konkurs                         | Wynik     | Strata   | Zwycięzca     |
| ------- | --------- | ---- | ----------- | ------------------------------- | --------- | -------- | ------------- |
| 18.     | 18 lutego | 1984 | Sarajewo    | skocznia duża indywidualnie     | 179,9 pkt | 51,3 pkt | Matti Nykänen |
| 19.     | 14 lutego | 1988 | Calgary     | skocznia normalna indywidualnie | 186,7 pkt | 42,4 pkt | Matti Nykänen |
| 17.     | 23 lutego | 1988 | Calgary     | skocznia duża indywidualnie     | 187,9 pkt | 36,1 pkt | Matti Nykänen |
| 3.      | 24 lutego | 1988 | Calgary     | skocznia duża drużynowo         | 596,1 pkt | 38,3 pkt | Finlandia     |

## Mistrzostwa świata
| Miejsce | Dzień     | Rok  | Miejscowość | Konkurs                         | Wynik     | Strata    | Zwycięzca      |
| ------- | --------- | ---- | ----------- | ------------------------------- | --------- | --------- | -------------- |
| 6.      | 26 lutego | 1984 | Engelberg   | skocznia duża drużynowo         | 516,2 pkt | 102,1 pkt | Finlandia      |
| 26.     | 15 lutego | 1987 | Oberstdorf  | skocznia duża indywidualnie     | 184,4 pkt | 31,6 pkt  | Andreas Felder |
| 2.      | 17 lutego | 1987 | Oberstdorf  | skocznia duża drużynowo         | 598,0 pkt | 36,1 pkt  | Finlandia      |
| 37.     | 20 lutego | 1987 | Oberstdorf  | skocznia normalna indywidualnie | 189,5 pkt | 34,9 pkt  | Jiří Parma     |

## Mistrzostwa świata juniorów
- Indywidualnie
  - 1983 Kuopio (FIN) – srebrny medal

## Puchar Świata

### Miejsca w klasyfikacji generalnej
- sezon 1982/1983: 53.
- sezon 1983/1984: 27.
- sezon 1985/1986: 35.
- sezon 1986/1987: 63.
- sezon 1987/1988: 14.
- sezon 1988/1989: 44.

### Miejsca na podium chronologicznie
| Lp. | Data            | Miejscowość   | Skocznia                 | Nota      | Lok. | Strata   | Zwycięzca         |
| --- | --------------- | ------------- | ------------------------ | --------- | ---- | -------- | ----------------- |
| 1.  | 11 marca 1984   | Oslo          | Holmenkollbakken         | ?         | 3.   | ?        | Vladimír Podzimek |
| 2.  | 6 stycznia 1988 | Bischofshofen | im. Paula Ausserleitnera | 202,7 pkt | 3.   | 22,0 pkt | Matti Nykänen     |